# International Psychoanalytic University Berlin
Die International Psychoanalytic University Berlin (deutsch: Internationale Psychoanalytische Universität Berlin, kurz IPU) ist eine 2009 gegründete staatlich anerkannte und vom Wissenschaftsrat 2014 akkreditierte private Hochschule. Träger ist die International Psychoanalytic University Berlin gGmbH, deren alleinige Gesellschafterin derzeit die Stiftung zur Förderung der universitären Psychoanalyse ist. Diese Stiftung wurde von Christa Rohde-Dachser ebenfalls 2009 gegründet. Gründungspräsident der IPU ist Jürgen Körner.

## Geschichte
Christa Rohde-Dachser folgte 1987 in Frankfurt am Main auf den Lehrstuhl, der ursprünglich für Alexander Mitscherlich eingerichtet wurde. Die akademische Psychologie favorisiert inzwischen die naturwissenschaftlich geprägte Verhaltenstherapie, Psychoanalyse wurde vom Prüfungsfach zum Wahlfach zurückgestuft. Nach 13 Jahren akademischem Lehrbetrieb an der Frankfurter Universität und als Zeugin der Umwidmung zahlreicher Lehrstühle stellte sie die Frage: „Wo soll der Nachwuchs an psychoanalytischen Professoren und Forschern da herkommen?“ Mit 6 Millionen Euro Stiftungskapital aus ihrem Privatvermögen gründete sie gemeinsam mit Jürgen Körner als Gründungspräsidenten 2009 eine private Hochschule für Psychoanalyse. Manuela Heim berichtete in der Berliner taz darüber.
Mit dem Erbe des Vaters rief Rohde-Dachser zunächst die Stiftung zur Förderung der universitären Psychoanalyse ins Leben, welche Gesellschafterin des Trägers der IPU, der International Psychoanalytic University Berlin gGmbH wurde. Hintergrund war eine universitäre Entwicklung, die auch dazu geführt hatte, dass psychologische Lehrstühle über viele Jahre hinweg immer seltener mit Psychoanalytikern besetzt wurden. Rohde-Dachser beschreibt das Ziel der Gründung der IPU wie folgt:

„Damit sollte der Psychoanalyse innerhalb der deutschen Universitätslandschaft, in der sie durch die naturwissenschaftliche Orientierung der akademischen Psychologie in den letzten Jahrzehnten immer mehr zurückgedrängt wurde, wieder ein akademischer Standort geschaffen werden, in dem Lehre und Forschung nicht nur auf psychologischer, sondern auch auf psychoanalytischer Grundlage wieder wachsen und gedeihen konnten.“

Die IPU hat sich über die Jahre entwickelt, inhaltlich, aber auch quantitativ, was sich am Ausbau der Curricula und an der wachsenden Zahl der Studierenden und der Mitarbeitenden zeigt. Im Wintersemester 2020/21 gab es 777 Studierende (gegenüber 583 Studierenden im Wintersemester 2015/16) und 105 wissenschaftliche Mitarbeiter.

## Akkreditierungen
Nach ihrer zunächst bis zum 30. April 2015 befristeten staatlichen Anerkennung wurde die IPU Berlin vom Wissenschaftsrat mit seiner Entscheidung vom 24. Oktober 2014 institutionell akkreditiert.
Im April 2020 kam es zu einer erfolgreichen Reakkreditierung. Die IPU berichtete darüber. Das eigenständige Promotionsrecht wurde allerdings noch verweigert, weil die IPU „derzeit nicht über die strukturellen Voraussetzungen für die Ausübung des Promotionsrechts“ verfüge. Die Entscheidung zur Reakkreditierung verband der Wissenschaftsrat „mit Auflagen zur Governance sowie zur Sicherstellung der hauptberuflichen professoralen Lehre“. Es wurden „verschiedene Empfehlungen insbesondere zur Stärkung der Forschung“ gegeben.
Im Januar 2025 erfolgte die erneute Reakkreditierung auf Basis der Empfehlung des Wissenschaftsrats, der ihr ein „in Deutschland einzigartiges Forschungsprofil“ bescheinigte. Die ebenfalls empfohlene Verleihung des Promotionsrechts erfolgte im Februar 2025 durch den Berliner Senat.
Dem Universitätsstatut der IPU entsprechend sind die zu erwerbenden Abschlüsse aller Studiengänge rechtlich denen jeder anderen deutschen Hochschule gleichgestellt. Die Curricula des Bachelor- und des Masterstudiengangs „Psychologie“ stellen bei konsekutiver Absolvierung die allgemein anerkannten Voraussetzungen für die psychotherapeutische Approbationsprüfung sowie die anschließende psychotherapeutische Weiterbildung in einer der vier zugelassenen Richtlinienverfahren zum psychologischen Psychotherapeuten ebenso wie eine einschlägige wissenschaftliche Befähigung sicher.
Zertifiziert wurden Bachelor- wie Masterstudiengang durch die vom deutschen Akkreditierungsrat zertifizierte Akkreditierungsagentur ACQUIN.

## Studienangebot
An der IPU wird das Fach Psychologie mit Ausbildungsinhalten angeboten, die eine geisteswissenschaftliche Orientierung der psychoanalytischen Psychologie mit der naturwissenschaftlichen Ausrichtung der akademischen Psychologie integrierend verknüpft. Aktuell (mit Stand Sommersemester 2024) werden ein Bachelor of Science Studiengang für Psychologie und sieben Master of Arts-Programme angeboten. Wie jede deutsche Hochschule kann die IPU eigenständig darüber entscheiden, welchen akademischen Grad sie vergibt.
Ein Master-of-Arts-Programm in Psychologie stellt innerhalb der deutschen Hochschullandschaft ein Alleinstellungsmerkmal dar, ansonsten werden im Fach Psychologie die akademischen Grade Bachelor bzw. Master of Science vergeben. Dadurch wird die geisteswissenschaftliche Verortung der Psychologie an der IPU besonders betont. Anders stellt sich die Situation in den USA dar, wo Studienprogramme in Psychologie häufig im Rahmen von Bachelor of Arts bzw. Master of Arts-Programmen angeboten werden. Die IPU stellte zum Wintersemester 2017/2018 den Bachelor of Arts Psychologie auf den Bachelor of Science Psychologie um, da sie den Empfehlungen der Deutschen Gesellschaft für Psychologie folgte, welche neuerdings den Bachelor of Science in Psychologie als Zugangsvoraussetzung für ein konsekutives Master-Programm empfiehlt.
Übersicht:
- Bachelor of Science (BSc)[17]
- Master of Arts (MA) Klinische Psychologie und Psychotherapie[18]
- Master of Arts (MA) English track (seit WS 2017/18)[19]
- Master of Arts (MA) Interdisziplinäre Psychosentherapie[20]
- Master of Arts (MA) Psychoanalytische Kulturwissenschaft und Kulturpsychologie[21]
- Master of Arts (MA) Leadership und Beratung[22]
- Master of Arts (MA) Psychology focusing on Organisation[23]
- Joint Master Erasmus Mundus (MA) Social Psychology of Transformation[24]

Die Studienbewerber müssen sich einem zweistufigen Auswahlverfahren durch die Hochschule stellen: Neben der schriftlichen Bewerbung findet ein Auswahlgespräch statt. Die IPU Berlin erhebt keinen Numerus clausus (NC) auf die Studiengänge.

## Ranking
Der Master of Arts Psychologie belegte bei seiner erstmaligen Teilnahme am CHE-Masterranking (2016) auf Anhieb den ersten Platz vor der Universität Mannheim als bester staatlicher Universität. Die IPU Berlin liegt in 12 der insgesamt 13 untersuchten Kategorien in der Spitzengruppe. Spitzenbewertungen konnten auch in den Jahren 2019 und 2022 erreicht werden, die IPU bezeichnet sich auf deren Grundlage selbst als „die beste Berliner Universität für ein Psychologiestudium“.

## Leitung und Gremien sowie Hochschullehrer
Der IPU Berlin gehört ein Stiftungs- und Aufsichtsrat an, der sich (Stand 2025) aus Lilli Gast, Joachim Küchenhoff, Thilo Eith, Vera King, Jürgen Schneider und Christoph E. Walker zusammensetzt. Die Universitätsleitung besteht aus dem Präsidenten Jan-Hendrik Olbertz, der Vize-Präsidentin Birgit Stürmer und der Kanzlerin Beate Ella Deppe.
Der Akademische Senat (11 stimmberechtigte Personen) und ein Wissenschaftlicher Beirat (8 externe Professoren) unterstützen die Leitung. Außerdem existiert ein 25-köpfiges International Advisory Board.
Nach Jürgen Körner (2009 bis 2012) folgten Martin Teising (2012 bis 2018), Ilka Quindeau (2018 bis 2020), Lilli Gast (2020 bis 2021 als Interimspräsidentin) und Jan-Hendrik Olbertz (seit 2021) als Präsidenten.

### Hochschullehrer (Auswahl)
Hochschullehrer
- Bernd Ahrbeck
- Michael B. Buchholz
- Tamara Fischmann
- Benigna Gerisch
- Dorothea von Haebler
- Andreas Hamburger
- Insa Härtel
- Dorothea Huber
- Leonie Kampe
- Christine Kirchhoff
- Annette M. Klein
- Lars Kuchinke
- Thomas Kühn
- Phil C. Langer
- Susanne Lanwerd
- Elfriede Löchel
- Christiane Ludwig-Körner
- Gunther Meinlschmitt
- Simone Salzer
- Konrad Schnabel
- Christiane Steinert
- Christine Stelzel
- Annette Streeck-Fischer
- Birgit Stürmer
- Gavin B. Sullivan
- Lutz Wittmann

## Hochschulambulanz
Die IPU unterhält seit November 2011 eine von Heinrich Deserno gegründete psychotherapeutische Hochschulambulanz, die nach §117 SGB V ermächtigt ist, die dort erbrachten Leistungen mit den gesetzlichen Krankenkassen abzurechnen. Die Ambulanzleitung obliegt Simone Salzer, die Leitung der Psychoseambulanz wird von Dorothea von Haebler wahrgenommen (Stand Juni 2025). Die klinische Arbeit ist in die Lehre und Forschung der IPU eingebettet.
Das Leistungsspektrum umfasst Diagnostik, Therapie und Krisenintervention bei Kindern, Jugendlichen und Erwachsenen. Angeboten werden von den anerkannten Richtlinienverfahren die analytische Psychotherapie, die tiefenpsychologisch-fundierte Psychotherapie und die Verhaltenstherapie und diese, je nach Indikation, im einzel- oder gruppentherapeutischen Setting. Das Angebot richtet sich an alle Altersgruppen und schließt keine infragekommenden Störungsbilder aus. Darüber hinaus wird eine Eltern-Säuglings-Kleinkind-Psychotherapie (ESKP) auf analytischer Grundlage, eine Spezialsprechstunde für Erwachsene mit ADHS und eine mentalisierungsbasierte Gruppentherapie angeboten. Beratung und Behandlungen in englischer Sprache sind möglich.
Die Hochschulambulanz betreibt eine vormals sogenannte Forschungswerkstatt mit jährlich organisierten Veranstaltungen, die jeweils spezifische Themen aus der Arbeit mit den Patienten vorstellen. Sie nahm ihre Arbeit im Jahr 2012 auf mit der Debatte um die Diagnostik der Struktur. Danach befasste sie sich mit dem Erstgespräch (2013), mit qualitativer Sozialforschung in der Psychoanalyse (2014), mit Psychotherapie im dritten Lebensalter (2015), mit Angst und Persönlichkeit (2016), mit dem Traumabegriff (2017) und der Debatte über Nebenwirkungen von Psychotherapie (2018). Die Forschungsprojekte werden diagnostisch begleitet und durch die IPU-Ethikkommission begutachtet.

## Netzwerk
Die IPU Berlin pflegt zahlreiche nationale wissenschaftliche Partnerschaften, die ihre Forschungsaktivitäten bereichern. Enge Kooperation bestehen mit dem Sigmund-Freud-Institut in Frankfurt am Main sowie dem KKC Bochum, welche den Austausch von Wissen und Expertise an der Schnittstelle von Psyche und Gesellschaft sowie zur Psychoanalyse fördern und zur Weiterentwicklung gemeinsamer Forschungsprojekte beitragen. Zudem besteht eine enge Partnerschaft mit dem Erich-Fromm-Institut in Tübingen im Rahmen des Erich Fromm Study Centers. Im Rahmen dieser Zusammenarbeit findet jährlich ein internationales Kolloquium für Promovierende und Postdoktoranden statt, das sich mit dem Werk von Erich Fromm befasst. In Bereichen der Medizin und Psychiatrie besteht eine Enge Verbindung zur Charité Berlin.
Unter der Bezeichnung Social Trauma wurde 2012 unter Beteiligung der IPU ein internationales Studien- und Forschungsnetzwerk mit Partnerhochschulen aus der Balkanregion und den anliegenden Staaten geschaffen, das sich „die Beleuchtung des vielschichtigen Themenkomplexes sozialer Traumata aus einer überregionalen und interdisziplinären Perspektive zum Ziel“ setzte. Seit 2013 wird das Netzwerk mit Fördermitteln des Deutschen Akademischen Austauschdienstes (DAAD) finanziell unterstützt.
Die IPU Berlin beteiligt sich am von ihr initiierten und geleiteten internationalen Erasmus-Mundus-Masterprogramm „Social Psychology of Transformation“ (SPOT). Das zweijährige Programm findet in Kooperation mit sechs weiteren europäischen Universitäten statt: ISCTE – University Institute of Lisbon (Portugal), Università degli Studi di Padova (Italien), Tallinn University (Estland), University of Niš (Serbien), University of Banja Luka sowie University of Sarajevo (beide Bosnien und Herzegowina). Studierende absolvieren Aufenthalte an verschiedenen Partneruniversitäten, darunter Berlin, Lissabon und Padua, sowie ein Praktikum mit Schwerpunkt in Südosteuropa. Ziel des Programms ist die Förderung eines vertieften Verständnisses sozialer Transformationsprozesse aus internationaler und interkultureller Perspektive.

## Bibliothek
Die Bibliothek der IPU wird seit 2010 aufgebaut und kontinuierlich durch Neuerwerbungen und Schenkungen erweitert, ist allerdings nicht der deutschen Fernleihe angeschlossen. Neben ihrer Präsenzbibliothek, werden elektronische Ressourcen zur Verfügung gestellt.
Darüber hinaus baut die IPU kontinuierlich COTIPUB auf (kurz für: The Collection Of The International Psychoanalytic University Berlin), ein „open-source Projekt, welches die psychoanalytische Bewegung anhand ihrer Publikationsgeschichte nachzeichnet und sämtliche aufgefundene Monographien, Zeitschriften und Jahrbände aller Länder und Sprachen in texterkannten Faksimiles zur Durchsicht und zum Download zur Verfügung stellt“. Bei Internet Archive finden sich inzwischen mehr als 2.500 Standardwerke der Psychoanalyse (Stand Juni 2025), eingescannt in guter Qualität und der Öffentlichkeit allgemein zugänglich.

## Online-Präsenzen
Seit Juni 2016 betreibt die IPU einen eigenen YouTube-Kanal, auf dem sie über die Universität oder beispielsweise den Masterstudiengang Leadership und Beratung informiert, psychoanalytische Podcasts von je 50 Minuten Dauer und Videos von Vorträgen und Gesprächen zur Verfügung stellt, über interdisziplinäre Psychosentherapie berichtet und Archivmaterial hochlädt.
Daneben werden seit November 2018 Vorträge, Interviews und Features aus der IPU bei Podigee veröffentlicht.
Für sämtliche Online-Präsenzen, zu denen auch eine mit der offiziellen IPU-Facebook-Seite verbundene Facebook-Gruppe gehört, hat die IPU ein Regelwerk mit Community-Richtlinien veröffentlicht.

## IPU-Förderkreis
Der Verein der Freunde und Förderer der IPU e. V. ist als gemeinnützig anerkannt und unterstützt Forschung und Ausbildung an der IPU. Ferner bildet er eine Plattform zur interdisziplinären Vernetzung zwischen der IPU und unterschiedlichen Verbänden, Unternehmen und der Politik. Neben natürlichen Personen können auch Organisationen Mitglied werden. Vorsitzende ist Theresa Vos (Stand März 2025).

## Alumni (Auswahl)
Zu den Alumni der IPU gehören beispielsweise:
- Carolyn Genzkow (* 1992), deutsche Schauspielerin und Psychologin[49]
- Anne Victoire Metzler (* 1984), luxemburgische Schauspielerin
- Bettina Kupfer (* 1963), Schauspielerin, Autorin, Produzentin, Dozentin und Psychotherapeutin